# Tillobroma fucosoides
Tillobroma fucosoides là một loài ruồi trong họ Asilidae. Tillobroma fucosoides được Artigas & Lewis & Parra miêu tả năm 2005. Loài này phân bố ở vùng Tân nhiệt đới.